# Stora Kroppgöl
Stora Kroppgöl är en sjö i Lessebo kommun i Småland och ingår i Ljungbyåns huvudavrinningsområde.